# 下岩川
下岩川（しもいわかわ）は、秋田県山本郡三種町の大字。郵便番号018-2302。本項では同地域にかつて存在した下岩川村（しもいわかわむら）についても記す。

## 地理
三種町北東部に位置する。西で鹿渡・森岳・豊岡金田、南で上岩川、東で能代市二ツ井町濁川と隣接する。秋田県道4号能代五城目線が南から西へ通過する。

### 河川
- 三種川

## 歴史

### 沿革
- 1889年（明治22年）4月1日 - 町村制施行により、近世以来の下岩川村が単独で自治体を形成。
- 1955年（昭和30年）4月1日 - 森岳町・金岡村と合併して山本村が発足。同日下岩川村廃止。大字下岩川となる。
- 1962年（昭和37年）9月1日 - 山本村が町制施行して山本町となる。
- 2006年（平成18年）3月20日 - 山本町が八竜町・琴丘町と合併して三種町が発足。

## 交通

### 道路
- 秋田県道4号能代五城目線

## 名所・旧跡・観光スポット・祭事・催事
- 百騎館

## 施設
- 下岩川郵便局
- 三種町立下岩川小学校
- 三種町立下岩川保育園
- NHK落合山本中継局

## 出身有名人
- 石井漠（舞踊家）